# Dampiera triloba
Dampiera triloba är en tvåhjärtbladig växtart som beskrevs av John Lindley. Dampiera triloba ingår i släktet Dampiera, och familjen Goodeniaceae. Inga underarter finns listade i Catalogue of Life.